# Organizația Internațională de Telecomunicații Mobile prin Satelit
Organizația Internațională de Telecomunicații Mobile prin Satelit (engleză: International Mobile Satellite Organization - IMSO), a fost creată pentru a răspunde nevoii de securitate a vieții pe mare. IMSO este componentă a Sistemului Global de Primejdie și Siguranță Maritimă (Global Maritime Distress and Safety System - GMDSS) destinat salvării vieții omenești în caz de pericol. IMSO este predecesorul organizației Inmarsat. Sediul organizației este la Londra.
IMSO a fost creată sub auspiciile Organizației Maritime Internaționale prin Convenția privind crearea Organizației Internaționale de Telecomunicații Maritime prin Satelit, Inmarsat, semnat la Londra la 3 septembrie din 1976 și a intrat în vigoare la data de 16 iulie din 1979 .
În anul 1985, la obiectivele inițiale ale Inmarsat (operarea segmentului spațial în vederea asigurării comunicațiilor în caz de pericol, a comunicațiilor destinate salvării vieții pe mare, precum și ameliorarea eficienței navigației și a serviciilor maritime de telecomunicații publice), s-a adăugat serviciul mobil terestru și serviciul mobil aeronautic.
În urma reorganizării, la 5 aprilie 1999, Inmarsat devine IMSO, aceasta păstrând doar atribuțiile legate de organizația interguvernamentală. Serviciile operaționale au fost transferate unei firme private nou creată, Inmarsat Ventures Ltd., societate comercială cu sediul la Londra. 
România a derat la IMSO (Inmarsat) la 27 septembrie 1990. 